# Sabatînivka, Uleanovka
Sabatînivka (în ucraineană Сабатинівка) este o comună în raionul Uleanovka, regiunea Kirovohrad, Ucraina, formată numai din satul de reședință.

## Demografie
Componența lingvistică a comunei Sabatînivka
     Ucraineană (95,92%)
     Rusă (2,21%)
     Română (1,28%)
     Alte limbi (0,09%)
Conform recensământului din 2001, majoritatea populației comunei Sabatînivka era vorbitoare de ucraineană (95,92%), existând în minoritate și vorbitori de rusă (2,21%) și română (1,28%).